# Będominek
Będominek (dodatkowa nazwa w j. kaszub. Bãdomink; niem. Klein Bendomin) – wieś kaszubska w Polsce na Pojezierzu Kaszubskim położona w województwie pomorskim, w powiecie kościerskim, w gminie Kościerzyna. Wieś jest częścią składową sołectwa Zielenin.
W latach 1975–1998 miejscowość administracyjnie należała do województwa gdańskiego.